# Franz Benton

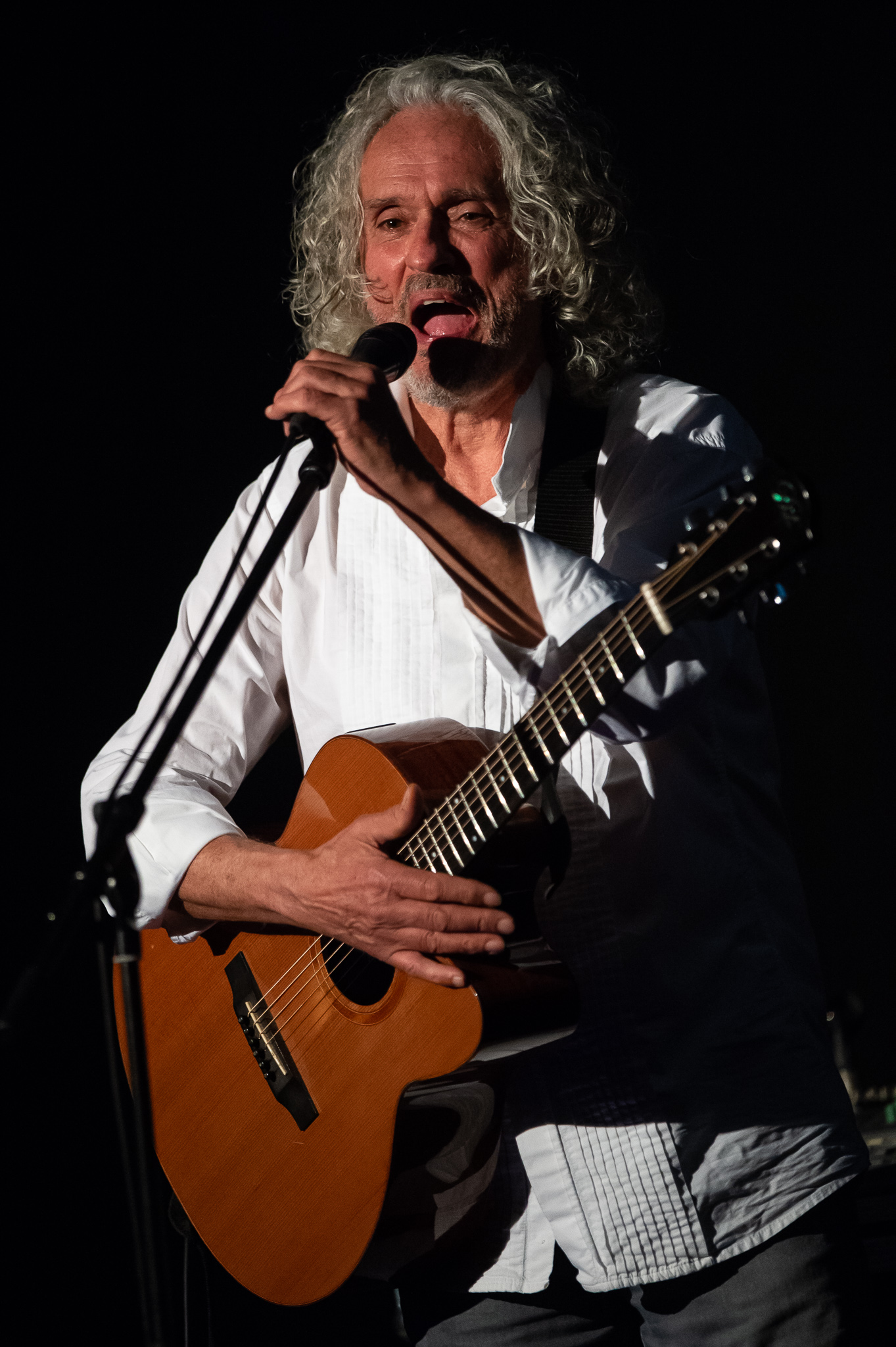
Franz Benton (2018)

Franz Benton (* 1952 in Ratingen) ist ein deutscher Singer-Songwriter.

## Leben und Karriere
Mitte der siebziger Jahre wanderte Benton zunächst in die Berge Andalusiens aus, um dort von der Landwirtschaft zu leben. Dieses Vorhaben scheiterte jedoch bereits nach vier Jahren, da ein Erdrutsch alles zerstörte. Benton kehrte daraufhin zurück zur Musik und zog für drei Jahre nach Los Angeles, wo er Konzerte in Clubs wie „The Roxy“, „Whiskey“ oder „Troubadour“ gab. Er kehrte zurück nach Deutschland, wo er – inspiriert durch seine Zeit in Amerika – mit den Arbeiten an seinem ersten Album „Talking to a wall“ begann, das 1986 erschien. Im selben Jahr begleitete er Chris de Burgh auf dessen Europatournee. Als Supporting Act spielte er jeden Abend vor mehreren tausend Zuhörern, nur begleitet von der Akustikgitarre. In den folgenden Jahren begleitete er Tina Turner, Joe Cocker und Eric Clapton bei ihren Open-Air-Tourneen.
Es folgte das 1988 veröffentlichte Album „Promises“, dessen gleichnamige Single in Deutschland und Spanien zum Hit wurde. Sein Produzentendebüt gab er mit dem dritten Album „Carry On“, bei dem – genau wie bei seinem vierten Album „Love is the Ocean“ – bereits seine Vorliebe für die in der Popmusik sonst eher unübliche Instrumentierung mit Harfe, Oboe, Cello, Akkordeon und Mandoline deutlich wurde. Nach der 1994 erschienenen CD „Dust to Gold“ folgte die erste Live-CD „Ungeschminkt“. 1995 erschien Bentons Gedichtband „Silbermohn“ mit einer Auswahl von Gedichten der letzten 20 Jahre. In der darauf folgenden Konzertpause produzierte er die CD „Dancing in the Fire“ der Sängerin Anne Haigis. 1998 erschien nach vierjähriger Pause sein sechstes Studioalbum mit dem Titel „Fragile“, und unmittelbar darauf folgte 1999 seine zweite Live-CD „Ungeschminkt 1998“.
Von 2000 bis 2003 bildete er mit dem bekannten Münchner Sopran- und Altsaxophonisten Klaus Kreuzeder – mit dem er bereits in früheren Jahren aufgetreten war – das Duo „BIG little GIG“. Es folgten eine CD (2001) sowie eine Reihe von Konzerten (2002–2003). Nach seinem siebten Album „You and I“ erschien im Jahr 2002 erstmals eine CD mit deutschem Titel („Laufmasche“), die neben zu der Zeit nicht mehr erhältlichen Balladen als Novum die Vertonung von Gedichten des deutschen Lyrikers Thorsten Schüller enthält. Im Jahr 2003 produzierte Benton die Instrumental-CD „Paseando“ seines langjährigen Bandmitglieds, des Harfenisten Kiko Pedrozo.
2004 ging er erstmals solo auf Tournee. Bei diesem Solokonzept mit dem Titel „Strictly Private“ führte das Publikum zum größten Teil die Regie. Im selben Jahr erschien eine weitere Live-CD, „Ungeschminkt III - Live 2003“. Das zehnte Album mit dem Titel „To the Queen of the Islands“ erschien im Jahr 2005. Dieses Album ist eine Hommage an seine Lieblingsinsel.
2006 folgt eine große Jubiläumstournee anlässlich seines zwanzigjährigen Bühnenjubiläums. Im Anschluss an die Tournee gab Benton eine Konzertpause bekannt. Im Jahr 2008 erhielt er den „Oberschwäbischen Kultur-Oscar“, den Ravensburger Kupferle. Zwei Jahre später veröffentlichte er sein elftes Studioalbum, „Once upon a Time“. Im selben Jahr ging Benton wieder auf Tournee. Der kammermusikalische Aspekt in seiner Musik stand dabei im Vordergrund, was nicht zuletzt durch die Verpflichtung der Geigerin Martina Liesenkötter deutlich wurde. 2011 feierte Benton sein 25-jähriges Bühnenjubiläum. Im selben Jahr wurde die CD „Bach to Benton“ veröffentlicht. 2012 gab er seine Abschiedstour „The Final Curtain Tour 2012“.
2018 gab er zusammen mit Kikro Pedrozo und Anne Haigis erneut einige Konzerte. Benton hatte 1989 den Song "Carry On" geschrieben, um ihn eigentlich zusammen mit Anne Haigis aufzunehmen, konnte dies damals aber wegen Schwierigkeiten mit den Plattenfirmen nicht verwirklichen. Auf den Konzerten führte er auch neues Material auf, das dann auf dem Album "Meine Lebensretter" 2022 released wurde.

## Diskografie
- 1986: Talking To A Wall
- 1988: Promises
- 1989: Carry On
- 1991: Love Is The Ocean
- 1992: Here's To You
- 1994: Dust To Gold
- 1994: Ungeschminkt (Live)
- 1998: Fragile
- 1999: Ungeschminkt II (Live) und Unzensiert (Live)
- 2001: You & I
- 2002: Laufmasche
- 2004: Ungeschminkt III – Live 2003
- 2005: To The Queen Of The Islands
- 2010: Once Upon A Time
- 2011: Bach to Benton
- 2022: Meine Lebensretter

mit Klaus Kreuzeder als Big Little Gig
- 2001: First Takes Live